# Harold Burrough
Sir Harold Burrough byl admirál Britského královského námořnictva a zástupce náčelníka štábu Královského námořnictva za druhé světové války.

## Mládí
Narodil se jako desátý syn Charlesi Burroughovi a jeho ženě Georgině Longové. Po vystudování St Edward's School v Oxfordu v roce 1903 začal svou vojenskou kariéru jako námořní kadet.
Prvně se do boje dostal v první světové válce jako dělostřelecký důstojník na lodi HMS Southampton, bojujíc v bitvě u Jutska roku 1916. V roce 1930 byl jmenován lodním kapitánem HMS London. Roku 1935 velitelem 5. flotily torpédoborců a roku 1937 lodi HMS Excellent. Roku 1939 byl povýšen na zástupce náčelníka štábu námořnictva.

## Druhá světová válka
V září 1940 se stal kontradmirálem 10. křižníkové eskadry. Po úspěšné operaci Archery mu byl udělen Řád za vynikající službu. Rok poté společně s Nevillem Syfretem velel v operaci Pedestal, kde strategicky zvítězili. Krátcé poté také velel námořním jednotkám během vítězné operace Torch.
V září 1943 se stal viceadmirál a také nahradil Bertrama Ramsayho v pozici vrchního velitele spojeneckého námořnictva expedičních sil. Tím začal často pracovat s generálem Eisenhowerem, a tak podepsal část Aktu bezpodmínečné kapitulace nacistického Německa za něj.

## Po válce
Po vítězství zůstal v poválečném Německu a autorizoval zformování German Mine Sweeping Administration. Také se roku 1946 stal vrchním velitem Nore.
V roce 1949 byl vyznamenán Řádem lázně a odešel do penze. Zemřel 22. října 1977 v Moorhouse Nursing Home (hrabství Surrey) na zápal plic.

## Osobní život
Oženil se roku 1914 s Nellie Willsovou. Ta zemřela pět let před ním, roku 1972. Měl 2 syny a 3 dcery.